# Cephalophus harveyi
Cephalophus harveyi är en däggdjursart som först beskrevs av Thomas 1893.  Cephalophus harveyi ingår i släktet skogsdykare och familjen slidhornsdjur. IUCN kategoriserar arten globalt som livskraftig.
Inga underarter finns listade i Catalogue of Life. Wilson & Reeder (2005) räknar Cephalophus harveyi själv som underart till Natal dykare (Cephalophus natalensis) men IUCN listar den som god art.
Arten blir 85 till 95 cm lång (huvud och bål), har en 8 till 11 cm lång svans, en mankhöjd av 38 till 47 cm och en vikt av 9 till 14 kg. Honor är allmänt lite större än hannar. Ovansidan är täckt av intensiv rödaktig päls och undersidan är något ljusare. Hannarnas horn är med en längd av 6 till 9 cm lite större än hos nataldykaren. Även honor har horn men de är kortare. Hornen liknar en kon i formen som på spetsen är lite bakåt böjd. Huvudet kännetecknas dessutom av en mörk strimma som går från näsan över huvudets topp som har en långsträckt tofs till djurets nacke. Efter nacken kan det finnas några mörka fläckar i samma linje. På extremiteterna är pälsfärgen mörkbrun till svart. Hos populationer i bergstrakter är pälsen intensivare röd.
Arten förekommer med flera från varandra skilda populationer i östra Afrika från Etiopien över Kenya och Tanzania till Zambia och Malawi. Habitatet utgörs av skogar och buskskogar i låglandet som har tät undervegetation. I vissa bergstrakter når arten 2400 meter över havet.
Individerna är aktiva på dagen, främst på morgonen och på kvällen. De lever ensam eller i par. För kommunikationen finns ett tyst råmande. Honor kan bli brunstiga under alla årstider. Vissa exemplar levde 17 år. Allmänt antas att levnadssättet är lika som hos andra skogsdykare.